# Mulfjorden
Mulfjorden er et 4 kilometer langt sund som skiller Hjartøya og Steigens fastland  i Nordland fylke i Norge. Sundet går som en forbindelse mellem Folda og Nordfolda men Nordfoldas sydlige indløb er også sundets startpunkt.
Sydøstenden af sundet, Mulneset, markererer også overgangen til Revsfjorden og Sørfolda. Gården Mulen ligger i nordøstenden. Multinden og Middagstinden på østsiden er henholdsvis 862 og 767 moh.